# SIG SG 540
SIG SG 540 là loại súng trường tấn công được phát triển bởi công ty Schweizerische Industrie Gesellschaft (SIG) cho lực lượng quân đội Thụy Sĩ. Việc thiết kế được tiến hành để thay thế súng SIG SG 510 cũ khi loại đạn 5.56x45mm NATO trở thành loại đạn tiêu chuẩn trong lực lượng quân đội Thụy Sĩ thay thế cho loại đạn 7.5×55mm. Ngoài việc trang bị cho quân đội loại súng này cũng được dùng để xuất khẩu.

## Phát triển
Phiên bản đầu tiên sử dụng đạn 5.56x45mm NATO là khẩu SIG SG 530 được chế tạo thử và những năm 1960 sử dụng cơ chế nạp đạn bằng khí nén với con quay hãm. Nhưng loại súng này quá phứt tạp cũng như quá đắt để chế tạo hàng loạt. Vì thế đến năm 1969 một mẫu mới đã được chế tạo loại bỏ con lăn hãm và thay bằng khóa nòng xoay với cơ chế hoạt động giống như cách hoạt động giống như khẩu AK-47 nhưng sửa lại một tý. Việc kết hợp hai thiết kế này cho kết quả thành công và được đưa vào chế tạo hàng loạt.
Việc sản xuất bắt đầu khoảng năm 1973-1974, nhưng do quy định về việc hạn chế xuất khẩu vũ khí của Thụy Sĩ nên việc chế tạo được chuyển sang cho nhà máy MANURHIN (Manufacture de Machines du Haut Rhin) tại Mulhouse, Pháp sau đó.
Súng còn được sử dụng tại các quốc gia khác ở châu Á, châu Phi, Nam Phi cũng như nhiều lực lượng thi hành công vụ khác. Bồ Đào Nha đã mua bản quyền chế tạo loại súng này vào năm 1988. Và Chile cũng đã mua bản quyền sản xuất loại súng này và dựa trên đó để phát triển ra súng tiểu liên FAMAE SAF.

## Thiết kế
SG 540 sử dụng cơ chế nạp đạn bằng khí nén, khóa nòng xoay với hai móc khóa lớn cố định viên đạn vào vị trí. Một lò xo quấn quanh thanh pít ton truyền động trong ống trích khí và bolt gắn với thanh này qua nút kéo lên đạn có thể tháo ra. Hệ thống trích khí có hai chế độ đóng và mở, chế độ mở dùng để bắn bình thường còn chế độ đóng thường dùng để bắn lựu đạn từ đầu nòng vì khí nén sẽ không được trích ra mà dùng hoàn toàn vào việc đẩy. Thân súng làm bằng thép ép chia thành hai phần chính trên và dưới, hai phần này sẽ được nối với nhau bằng một chốt ấn. Nút khóa an toàn cũng là nút chọn chế độ bắn nằm ở phía bên trái súng với ba chế độ an toàn, từng viên và tự động ngoài ra còn một cơ chế là bắn ba viên có thể thêm vào sau.
Nòng súng được tính hợp bộ phận chống chớp sáng cũng như có thể gắn thêm ống phóng lựu đầu nòng hay lưỡi lê. Hệ thống nhắm cơ bản của súng là điểm ruồi nhưng cũng có thể gắn các hệ thống nhắm khác. Súng sử dụng hộp đạn rời có thể chứa 20 đến 30 viên và tích hợp thêm chân chống chữ V để có thể tác chiến hiệu quả hơn có thể gấp vào lớp ốp tay nếu chưa cần sử dụng.

## Biến thể
- SG 540: Mẫu tiêu chuẩn có thể có báng cố định hay báng gấp.
- SG 542: Mẫu sử dụng đạn 7.62×51mm NATO.
- SG 543: Mẫu carbine ngắn và vì chiều dài ngắn của nó mà không thể sử ống phóng lựu cũng như không có chân chống chữ V.
- SG 550: Mẫu nâng cấp đưa vào trang bị sau đó.
- SIG Manurhin F.S.A. và SIG Manurhin C.S.A: Mẫu bán tự động cho dân sự.

## Các nước sử dụng
- Thụy Sĩ
- Bồ Đào Nha
- Burkina Faso
- Cameroon
- Chad
- Chile: Sản xuất theo giấy phép bởi FAMAE
- Côte d'Ivoire
- Cộng hòa Dân chủ Congo
- Djibouti
- Ecuador
- Gabon
- Liban
- Mauritius
- Nicaragua
- Nigeria
- Oman
- Paraguay
- Pháp
- Senegal
- Seychelles
- Swaziland
- Togo